# 鈴木エレカ
鈴木 エレカ（すずき えれか、1996年〈平成8年〉5月5日 - ）は、日本のソングライター、コーラス・アーティスト、マニピュレーター。『ERECA』名義でも活動している。

## 略歴・人物
岩手県一関市出身、カナダ在住。
日本人とフィリピン人のミックス。父がバンドマンだったことから、幼少の頃から音楽が身近であったため、自然と音楽の道を志す。
小５でギターを始め、中学では校外でギター＆ボーカルとしてバンド活動をしながら、学校の吹奏楽部でテナーサックス・バリトンサックスを担当していた。バリトンサックスで参加したアンサンブルコンテストで金賞を受賞したこともある。
2012年、中学卒業後親元を離れ15才で単身上京。
2015年、作詞・作曲家デビュー。シンガーの友人が作曲家に転身し、その友人から仮歌の仕事のオファーをもらったのだが、流れで制作にも携わるようになったのが作曲家になるきっかけとなった。
2016年〜2019年、作家の傍、マニピュレーターとしてアリーナ規模のコンサートや全国ツアーに参加。
2023年、語学や自身のスキルアップのためカナダに渡航。
現在、日本だけでなく韓国アーティストへのガイドボーカルや、バックシンガーとしても活躍。
楽曲提供からバックボーカルを含め、リリースされた楽曲はもうすぐ200を超える。

## 作品

### 提供・コーラス
※五十音順
アイドルマスター 初星学園
- 花海咲季 (CV：長月 あおい) 
  - Boon Boon Pow [2]（作曲）- ERECA名義

蒼井翔太
- BADEND[3]（作曲）/ TVアニメ『乙女ゲームの破滅フラグしかない悪役令嬢に転生してしまった…』エンディングテーマ

雨宮天
- GLORIA[4]（作詞・作曲・コーラス）
- メリーゴーランド（作詞・作曲）
- スノウフレイク（作曲）

UNLAME
- VIVID GIRL（作詞・作曲）- ERECA名義
- ナイモノネダリ（作詞・作曲）- ERECA名義

=LOVE
- 真夜中マーメイド[5]（作曲）

稲場愛香
- LOVE is BLIND（作曲）- ERECA名義

上野優華
- だって君のカノジョだもん。[5]（作詞・作曲）

宇野実彩子
- Orange（コーラス）- ERECA名義

ウマ娘 プリティーダービー
- マチカネタンホイザ （CV.遠野ひかる）
  - TAILWIND（作詞）- ERECA名義

Aぇ! group
- しあわせもん。[6]（作詞・作曲）- ERECA名義
- Destiny[7]（作詞・作曲）- ERECA名義 -  テレビ朝日系オシドラサタデー「ムサシノ輪舞曲」主題歌

aespa
- Sun and Moon[8]（作詞・作曲）- ERECA名義 -  マクドナルドCM “McCafe(マックカフェR)”とのコラボ曲

EBiDAN(恵比寿学園男子部)
- Midnight Serenade（作詞）- ERECA名義
- Break Free（作詞・作曲）- ERECA名義 -  NHK 土曜ドラマ「ひとりでしにたい」第3話 挿入歌

NMB48
- 愛デンティティ（作詞・作曲）
- 脇役・学生Z（作詞・作曲）

on and Go!
- ハートに届け☆ガンバ×3（作詞・作曲）

浦島坂田船
- 志麻&センラ
  - SHININ’DAYS[9]（作詞・作曲）

小野大輔
- UNIVERSAL GRAVITY（作曲）
- SUPER SHOCK[10] (with 羽多野渉)[11]（作詞・作曲）
- OVERLAY（作詞・作曲）- ERECA名義

ORIGAMI ZERO PROJECT
- 落書き！ラブ書き！（コーラス）
- イバラガールズ（コーラス）
- Dreamer（コーラス）
- トビラ（コーラス）
- ヒカリ！キラリ！（コーラス）
- 旗を振れ！（コーラス）
- パッションシャンソン！（コーラス）
- 道しるべ（コーラス）

胡桃澤もも
- 桃色ラブリー100%（作詞・作曲）
- 星屑ウィンク（作詞・作曲）

KEIKO
- キライ。（作詞・作曲）- ERECA名義
- close to you（作詞・コーラスアレンジ）- ERECA名義

CYBERJAPAN DANCERS
- Summertime Forever[12]（作詞・作曲・コーラス）- Ereca Suzuki名義
- Photogenic（コーラス） Ereca Suzuki名義
- Love You Forever（コーラス） Ereca Suzuki名義
- On The Floor（コーラス） Ereca Suzuki名義
- ダイスキなBest Friend[13]（コーラス） Ereca Suzuki名義
- Higher（コーラス） Ereca Suzuki名義
- スキスキスー（コーラス） Ereca Suzuki名義
- ASOBO-YO!（コーラスアレンジ・コーラス）- ERECA名義
- BE TOGETHER（コーラスアレンジ・コーラス）- ERECA名義
- Stereo Love（コーラス） Ereca Suzuki名義
- Beach Flag（コーラス） Ereca Suzuki名義
- 君にドッキュン！（コーラスアレンジ・コーラス）- ERECA名義
- 夜空に咲く花（コーラス）- ERECA名義
- ウルトラ大好きMyself（作詞）- ERECA名義
- Bounce!（コーラスアレンジ・コーラス）- ERECA名義
  - TeamK from CYBERJAPAN
    - Super Girl[14]（作詞・作曲・コーラス）
    - Beach Girl（コーラス）
    - Party Girl（コーラス）

さとみ
- PRESENT（作詞・作曲）
- ずるいひと。（作詞・作曲）
- LYRA[15]（作詞・作曲）

Secret School
- All TiME!（作詞・作曲）

JY(KARA)
- Come Back（作詞・作曲・コーラス）- Ereka Suzuki名義

清水翔太
- sonomama（コーラス）

JAXX/JAXX (Unite up!)
- AXXEL（作詞・作曲）

ZIPANG OPERA
- Shape of Love（作詞・作曲）- ERECA名義

SUPER★DRAGON
- Brand New Music[16]（作詞・作曲）- ERECA名義

Split BoB
- サクラミチ（作曲）

築田行子
- Woo hoo!!（作曲・コーラス）

ちゃんみな × BMSGプロデュース　ガールズグループオーディション「No No Girls」
- キューティハニー（課題曲のボーカル担当）- ERECA名義

- BLACK DIAMOND（課題曲のボーカル担当）- ERECA名義
- 本能（課題曲のボーカル担当）- ERECA名義
- プレイバック Part 2（課題曲のボーカル担当）- ERECA名義
- Heaven's Drive（課題曲のボーカル担当）- ERECA名義
- 君が好き （課題曲のボーカル担当）- ERECA名義

Chu-Z
- My Sweet Baby（作詞・作曲・ボーカルディレクション）
- UNCHAIN（作詞・作曲）
- Sunshine（作詞・作曲）

超特急
- POKER FACE（作詞・作曲）- ERECA名義

TOKYO5
- ユメノカナタ（作詞）

常闇トワ
- 凛（作詞・作曲）

TrySail
- Journey（コーラス）

Trignal
- Fighter（作詞）

TRENEZ
- REBIRTH（作詞・作曲）- ERECA名義
- MY WAY(Japanese Version)（作詞）- ERECA名義

NACHERRY
- ハニーレモン[17]（作詞・作曲）/ TVアニメ『紫雲寺家の子供たち』のオープニングテーマ

NANO
- We Are The Vanguard with DEMONDICE（コーラスアレンジ）

虹ヶ咲学園スクールアイドル同好会
- トワイライト（作詞・作曲） / TVアニメ『ラブライブ！虹ヶ咲学園スクールアイドル同好会』2期OP c/w
  - A・ZU・NA :  上原歩夢（CV.大西亜玖璃）、桜坂しずく（CV.前田佳織里）、優木せつ菜（CV.楠木ともり）
    - Infinity！Our wings!![18]（作詞） / TVアニメ『ラブライブ！虹ヶ咲学園スクールアイドル同好会』2期第6話挿入歌

  - エマ・ヴェルデ（CV.指出毬亜）
    - いつだって for you! （作詞）
    - ドリーム☆シューター （作詞・作曲）

  - 桜坂しずく（CV.前田佳織里）
    - Solitude Rain[19]（作曲）/ TVアニメ『ラブライブ！虹ヶ咲学園スクールアイドル同好会』第8話 挿入歌

  - QU4RTZ : 中須かすみ（CV.相良茉優）、近江彼方（CV.鬼頭明里）、エマ・ヴェルデ（CV.指出毬亜）、天王寺璃奈（CV.田中ちえ美）
    - ENJOY IT！[20]（作詞） / TVアニメ『ラブライブ！虹ヶ咲学園スクールアイドル同好会』2期第3話挿入歌

  - 近江彼方（CV.鬼頭明里）
    - Silent Blaze（作詞・作曲）
    - Daydream Mermaid（作曲） / 映画『ラブライブ！虹ヶ咲学園スクールアイドル同好会 完結編 第1章』劇中歌

  - DiverDiva : 朝香果林（CV.久保田未夢）、宮下愛（CV.村上奈津実）
    - POWER SPOT!!（作詞） / TVアニメ『ラブライブ！虹ヶ咲学園スクールアイドル同好会』Blu-ray 第1巻特装限定版特典CD収録曲
    - Kiss the Sun（作詞）- ERECA名義

  - 天王寺璃奈（CV.田中ちえ美）
    - 私はマグネット（作詞）

  - 中須かすみ（CV.相良茉優）
    - ダイアモンド[21]（作詞・作曲）
    - ☆ワンダーランド☆（作詞）
    - Margaret[22]（作詞）

  - 三船栞子（CV.小泉萌香）
    - 翠いカナリア（作詞・作曲・編曲）

  - R3BIRTH : 三船栞子（CV.小泉萌香）、ミア・テイラー（CV.内田秀）、鐘嵐珠（CV.法元明菜）
    - Look at me now（作詞・ラップ制作） / TVアニメ『ラブライブ！虹ヶ咲学園スクールアイドル同好会』2期 Blu-ray 第4巻特装限定版特典CD収録 - ERECA名義
    - Vroom Vroom（作詞）- ERECA名義
    - バブルオーバー！（作詞・作曲）- ERECA名義
    - Feel Alive（作詞・作曲）/ OVA『ラブライブ！虹ヶ咲学園スクールアイドル同好会 NEXT SKY』挿入歌 - ERECA名義

  - 優木せつ菜（CV.楠木ともり → 林鼓子[注 1]）
    - CHASE![23]（作詞・作曲）/ TVアニメ『ラブライブ！虹ヶ咲学園スクールアイドル同好会』第1話 挿入歌
    - MELODY（作詞）
    - LIKE IT! LOVE IT!（作詞）
    - チェリーボム（作詞・作曲）

NOILION
- GLOW（作曲・コーラス） / Netflixアニメ『ULTRAMAN』Season2 OP c/w -  Iridescent Arc. 名義
- Break All Chains[24]（作曲）- ERECA名義
- BORN（作曲）- ERECA名義
- Blue (feat.MindaRyn)[25]（作曲）- ERECA名義
- Ariel[26]（コーラスアレンジ）- ERECA名義

NoelliL-ノエリル-
- サマーパレット（作詞）

Nornis
- Goodbye Myself（作詞・コーラスアレンジ）
- Shangri-la（作詞・コーラスアレンジ）

BuZZ
- Chandelier[27]（作詞）- ERECA名義

BUDDiiS
- Brightness（作詞・作曲）- ERECA名義
- Ütopia[28]（作詞）- ERECA名義

halca
- キュンとさせてあげるよ（作曲）

Fancy Film*
- Broom Star.（作詞・作曲）
- FANCY PARADE（作詞）

Hikaru
- Light up!（作詞・作曲）- ERECA名義

P丸様。
- ラブホリック（作曲）

福原香織
- Together（作詞・作曲）

Blue Journey
- 水たまり（コーラスアレンジ）

BABY-CRAYON~1361~
- ヒーロー（コーラスアレンジ）TBS情報番組「ひるおび」１月エンディングテーマ

moxymill
- Higher（作詞・コーラスアレンジ）- ERECA名義 - NTTドコモ JWC応援テーマソング

僕たち、デビューできるかな？？
- -SHUTDOWN-（作詞・作曲）- ERECA名義

ホロライブEnglish -Council-
- Rise[29]（作曲）

MAGICOUR
- Getcha[30]（コーラス）- ERECA名義
- Our Days ft. YOSHIKI EZAKI[31]（コーラス）- ERECA名義

マリーンズカンパイガールズ
- カンパイ娘[32]（作詞・作曲・コーラス）

MARiA（GARNiDELiA）
- Star Rock（作詞）

Mizki
- 夏夜のララバイ[33]（作詞）

Miyuu
- magnet[34]（作詞・作曲）ドラマ「週末旅の極意〜夫婦ってそんな簡単じゃないもの〜」エンディングテーマ- ERECA名義
- gingerbread[35]（作曲）- ERECA名義
- Summer in love[36]（作詞・作曲）- ERECA名義

Millie Parfait
- Don't trick me （作詞・作曲）- ERECA名義

YUNA
- My Boom[37]（作詞・コーラス）- ERECA名義
- Dancing with me[38]（コーラス・コーラスアレンジ）- ERECA名義
- 蒼炎（コーラス・コーラスアレンジ）- ERECA名義

YOSHIKI SUPERSTAR PROJECT
- DIAMONDS[39]（作詞・作曲）- ERECA名義

愛乙女☆DOLL
- Diary（作詞・作曲・コーラス）

里華
- Fake up（作詞・作曲）- ERECA名義

りかりこ
- かかってこいや！月の名前（作曲・コーラス）
- 気まぐれだよね不規則動詞（作曲・コーラス）
- きみのマフラー（作詞・作曲・編曲）
- 恋の予感 Day&Week[40]（作曲・コーラス）`
- はっきりさせたい 過去形・現在完了（作曲・コーラス）
- 熟語マジック！ファンタスティック（作曲・コーラス）
- りかりこ流エングリッシュ（作曲・コーラス）
- もろダジャレ英単ゴー！[41]（作曲・コーラス）
- 照れずにPronunciation（作曲・コーラス）

Little Glee Monster
- UP TO ME!（コーラス・アレンジ）/ TVアニメ「七つの大罪 黙示録の四剣士」OPテーマ

LOG1N
- Haunted Mission（作詞・作曲・コーラス）

鷲尾伶菜
- 残留思念（作詞・作曲）- ERECA名義

### 舞台
- 音楽劇『スラムドッグ$ミリオネア』（劇中歌作曲）

### テレビCM
- バルサンプラス サウンドロゴ（ボイスを担当）

### BGM
- テレビ東京 「紺野、今から踊るってよ」
- 日本テレビ ZIP!内コーナー「MOCO'Sキッチン」
- パチンコ「フィーバーでありふれた職業で世界最強」 - 『世界最愛☆パーティタイム』作曲

### マニピュレーション
麻倉もも
- LAWSON presents 麻倉もも Fantasic Live 2018 “Peachy!”

雨宮天
- LAWSON presents 雨宮天ファーストライブ2016 “Various SKY”
- LAWSON presents 雨宮天 音楽で彩るリサイタル
- LAWSON presents 雨宮天ライブ2017 “Aggressive SKY”
- LAWSON presents 雨宮天ライブツアー2018 “The Only SKY”

TrySail
- LAWSON presents TrySail First Live Tour “The Age of Discovery”
- LAWSON premium event Music Rainbow 04
- LAWSON presents TrySail Live 2017 Harbor × Arena
- LAWSON presents TrySail Second Live Tour “The Travels of TrySail”

96猫
- 96猫 LIVE TOUR “ちょこっと96猫お邪魔します！～2.5D～”

トピアマルピピ少年団
- トピアマルピピ少年団 3rd Anniversary live 「The LIVE」